# Клюева, Вера Николаевна
Ве́ра Никола́евна Клю́ева (5 (17) марта 1894, Мариуполь — 13 февраля 1964, Москва) — советский филолог и педагог, переводчик, поэтесса.

## Биография
Училась на Высших женских курсах. Стихотворения в однодневной казанской газете «Народная армия» (август 1918), в сборнике «Провинциальная муза» (Казань, 1918), рецензии в журнале "Казанский библиофил". В начале 1920-х гг. опубликовала сборник оригинальных стихов «Акварели» и книгу переводов Эмиля Верхарна, печатала также переводы из Сюлли-Прюдома. Дружила с Сергеем Есениным, Николаем Заболоцким и другими центральными фигурами русской поэзии 1920-х гг.
Преподавала в Московском институте иностранных языков, где у неё, в частности, учился Андрей Сергеев. Подготовила «Краткий словарь синонимов русского языка» (1956, несколько переизданий). В поздние годы была дружна с Варламом Шаламовым.